# カリタック級水上機母艦
カリタック級水上機母艦 (Currituck class seaplane tender) は、アメリカ海軍の水上機母艦。第二次世界大戦の間に4隻が建造された。
水上機母艦は空母が搭載航空団に対して活動拠点を提供するのと同様に、水上機に対して整備・活動拠点を提供する目的で建造された。
多くは1960年代に退役したが、ミサイル実験艦に改修された「ノートン・サウンド」のみ長くに渡って現役に留まり、イージスシステムの試験にも使用された。

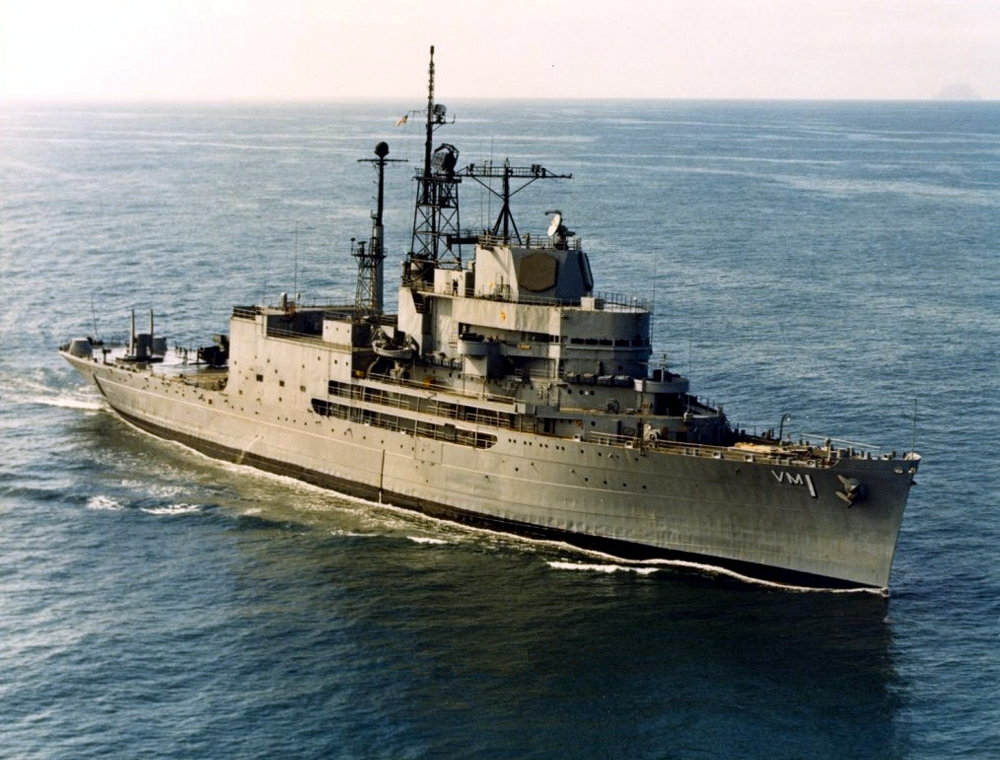
「ノートン・サウンド」（1980年）

## 同型艦
- カリタック (USS Currituck, AV-7)
- ノートン・サウンド (USS Norton Sound, AV-11)
- パイン・アイランド (USS Pine Island, AV-12)
- ソールズベリー・サウンド (USS Salisbury Sound, AV-13)